# المساعدات الخارجية لإندونيسيا
المساعدات الخارجية لإندونيسيا تم إرسال مساعدات بقيمة 43 مليار دولار أمريكي في عام 2004 من صندوق النقد الدولي كمساعدات خارجية لإندونيسيا، وكانت هذه المساعدة تقليديًا جزءًا مهمًا من ميزانية الحكومة المركزية. من عام 1967 إلى عام 1991 تم تنسيق معظم المساعدات من خلال الفريق الحكومي الدولي المعني بإندونيسيا التي أسستها هولندا وترأستها، منذ عام 1992 بدون هولندا تُعرف المنظمة باسم الفريق الاستشاري المعني بإندونيسيا. على الرغم من أن إندونيسيا أنهت برنامج مساعدات صندوق النقد الدولي في ديسمبر 2003، إلا أنها لا تزال تتلقى مساعدات ثنائية من خلال المجموعة الاستشارية لاندونيسيا، التي تعهدت بتقديم 2.8 مليار دولار أمريكي في شكل منح وقروض لعام 2004. وكانت اليابان وبنك التنمية الآسيوي مانحين رئيسيين.

## مساعدات متعددة الأطراف
فيما يخص زلزال المحيط الهندي 2004، أدت الاستجابة الإنسانية لزلزال المحيط الهندي عام 2004 إلى تقديم المساعدات إلى إندونيسيا من العديد من البلدان.

## المساعدات الثنائية

### الصين
نظرًا لكونها ثاني أكبر مانح للمعونة الخارجية لإندونيسيا بعد سنغافورة، قامت الصين بتمويل وتطوير مشاريع متعددة للبنية التحتية في البلاد لإحداث المزيد من النمو في اقتصادها، خاصة في المرافق والنقل والصناعة والسياحة، مع زيادة تدفقات المساعدات في السنوات الأخيرة.

### أستراليا
تعد إندونيسيا أكبر متلق للمساعدات الأسترالية، وأستراليا رابع أكبر مانح للمساعدات الخارجية لإندونيسيا. تعود مساعدات التنمية الأسترالية لإندونيسيا إلى عام 1953 بمشاركة إندونيسيا في خطة كولومبو، بالإضافة إلى مشاريع مثل شبكة الاتصالات الثابتة للطيران، وهو مشروع يهدف إلى معالجة أوجه القصور في نظام الطيران المدني في إندونيسيا.

### اليابان
تعد اليابان واحدة من أكبر الجهات المانحة للمساعدات الإنمائية لإندونيسيا، يتم تسهيل هذه المساعدات التنموية من خلال الوكالة اليابانية للتعاون الدولي. من بين دول الآسيان تعد إندونيسيا أكبر متلقٍ للمساعدات في اليابان.

### أمريكا
تعد الوكالة الأمريكية للتنمية الدولية شريك طويل الأجل في مساعدة إندونيسيا على مواجهة تحديات التنمية. في عام 2014 بلغ إجمالي المساعدات المقدمة لإندونيسيا من الولايات المتحدة 196.651.740 دولارًا، منها 149.639.762 دولارًا بقيادة الوكالة الأمريكية للتنمية الدولية. تم تخصيص غالبية المساعدات نحو الحكم والصحة والتعليم.

### دعم الانتخابات
بين مايو 2007 وأكتوبر 2009 تعاقدت الوكالة الأمريكية للتنمية الدولية مع المؤسسة الدولية للأنظمة الانتخابية لتنفيذ 2.45 مليون دولار لدعم اللجنة الوطنية العامة للانتخابات.